# Lahtis-Vesivehmaa flygplats
Lahtis-Vesivehmaa flygplats är en flygplats i Finland.   Den ligger i Asikkala i den ekonomiska regionen  Lahtis  och landskapet Päijänne-Tavastland, i den södra delen av landet, 120 km norr om huvudstaden Helsingfors. Lahtis-Vesivehmaa flygplats ligger 152 meter över havet.
Terrängen runt Lahtis-Vesivehmaa flygplats är huvudsakligen platt. Lahtis-Vesivehmaa flygplats ligger uppe på en höjd. Runt Lahtis-Vesivehmaa flygplats är det ganska glesbefolkat, med 40 invånare per kvadratkilometer. Närmaste större samhälle är Lahtis, 18,0 km söder om Lahtis-Vesivehmaa flygplats. I omgivningarna runt Lahtis-Vesivehmaa flygplats växer i huvudsak blandskog.